# Procambridgea
Procambridgea là một chi nhện trong họ Stiphidiidae.